# Centro Nacional de Independientes y Campesinos
El Centro Nacional de Independientes y Campesinos (en francés: Centre national des indépendants et paysans; CNI o CNIP) es un partido político francés liberal-conservador creado el 6 de enero de 1949. Sucede al Centro Nacional de Independientes tras la absorción provisional del Partido Campesino de Unión Social de Paul Antier en 1951.
El CNIP agrupa las corrientes de la derecha clásica hostiles al dirigismo de los partidos de izquierda (PCF y SFIO), pero también del centro (MRP). Entre estas corrientes, se puede señalar el Partido Republicano de la Libertad (PRL), los Republicanos Independientes o la Acción Republicana y Social.
El CNIP estuvo asociado a la Unión por un Movimiento Popular (UMP) entre los años 2002 y 2008. Desde entonces, presenta listas autónomas en las elecciones europeas, regionales y cantonales.
Estuvo también asociado con la Unión de los Demócratas e Independientes entre 2012 y el 10 de diciembre de 2013.
El partido es presidido por el diputado Gilles Bourdouleix, alcalde de Cholet, desde el 24 de octubre de 2009.

## Líderes del Partido
Entre las personalidades más destacadas que han sido miembros del CNIP se cuentan las siguientes:
- René Coty, presidente de la IV República francesa entre 1954 y 1958.
- Valéry Giscard d'Estaing, presidente de la V República francesa entre 1974 y 1981.

## Resultados electorales

### Elecciones legislativas
| Elecciones | # de votos     | % de escaños | # escaños | +/- | Gobierno  |
| ---------- | -------------- | ------------ | --------- | --- | --------- |
| 1951       | 2.563.782 (#4) | 13,64%       | 96/625    |     | Gobierno  |
| 1956       | 3.259.782 (#2) | 14,99%       | 95/595    | 1   | Oposición |
| 1958       | 2.815.176 (#4) | 13,70%       | 132/546   | 37  | Oposición |
| 1962       | 1.404.177 (#6) | 7,66%        | 28/465    | 104 | Gobierno  |